# Numidia

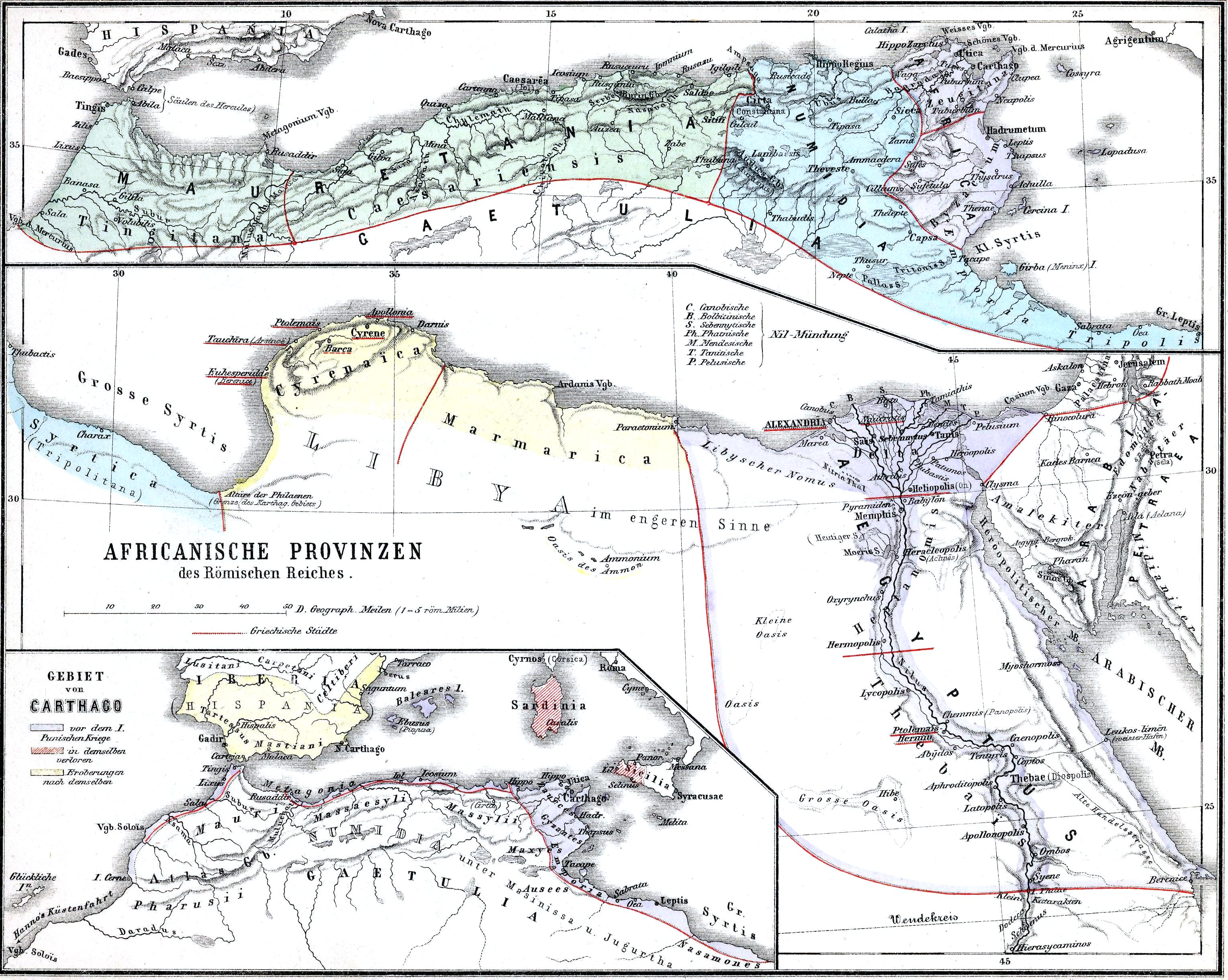
Afryka Północna za rzymskiego panowania; niem. atlas hist., 1879

Numidia – historyczne państwo Berberów w północnej Afryce. Obejmowało terytoria na zachód od Kartaginy i na wschód od Oranu. Później prowincja rzymska oraz prowincja kościelna ze stolicą w Milewe.
Numidia pojawia się po raz pierwszy na kartach historii pod koniec III wieku p.n.e. Podzielona była wówczas na dwa plemienne królestwa: wschodnie i zachodnie. W 206 p.n.e. władca wschodniej Numidii Masynissa poparł Rzym podczas II wojny punickiej. Dzięki przymierzu z Rzymianami dokonał podboju zachodniej Numidii. W 118 p.n.e. Micypsa dokonał podziału królestwa na trzy części. Dążący do skupienia władzy w swoich rękach Jugurta doprowadził do wojny z Rzymem (wojna jugurtyńska). Po przegranej przez Jugurtę wojnie Rzymianie oddali Numidię w lenno Mauretanii. Podczas wojny domowej w Rzymie król Juba I poparł Pompejusza. Po zwycięstwie Juliusza Cezara Numidia stała się na krótko rzymską prowincją Africa Nova.
W 30 p.n.e. Oktawian August przywrócił Numidii niezależność. W 25 p.n.e. Juba II otrzymał od Rzymian tron Mauretanii, zaś Numidia została ponownie prowincją rzymską.
Po edykcie Konstantyna (313 r.) Numidia była prowincją kościelną, której centrum było Milewe. W IV w. jej biskupem był Optat z Milewe, który zmagał się z kościołem donatystów. Na przełomie IV/V wieku w pobliskiej Hipponie biskupem był św. Augustyn. W Numidii było w tym czasie ponad sześćdziesięciu biskupów. Zgromadzili się oni w roku 416 na synodzie w Milewe poświęconym kontrowersji pelagiańskiej.

## Królowie zachodniej Numidii
- Syfaks 215–202 p.n.e.
- Vermina 202 p.n.e. – ?
- Archobarzane – ?

## Królowie wschodniej Numidii
- Zelalsen – ?
- Gajja ? – 207 p.n.e.
- Ozalces 207–206 p.n.e.
- Capussa 206 p.n.e.
- Lacumazes 206 p.n.e.
- Masynissa 206–202 p.n.e.

## Królowie zjednoczonej Numidii
- Masynissa 202–148 p.n.e.
- Gulussa 148–140 p.n.e.
- Mastanabal 148–140 p.n.e.
- Micypsa 148–118 p.n.e.
- Hiempsal I 118–116 p.n.e.
- Adherbal 118–112 p.n.e.
- Jugurta 118–106 p.n.e.
- Gauda 106–88 p.n.e.
- Hiempsal II 88–60 p.n.e.
- Juba I 60–46 p.n.e.
- prowincja rzymska 46–30 p.n.e.
- Juba II 30–25 p.n.e.
- prowincja rzymska od 25 p.n.e.

## Numidyjscy królowie Mauretanii
- Juba II 25 p.n.e.–23 n.e.
- Ptolemeusz z Mauretanii 23–40
- prowincja rzymska od 40